# Wellington Zoo
Koordinaten: 41° 19′ 11″ S, 174° 47′ 3″ O
Der Wellington Zoo ist der Zoo der Stadt Wellington in Neuseeland. Der Tierpark ist Mitglied der Zoo and Aquarium Association Australasia (ZAA) sowie der World Association of Zoos and Aquariums (WAZA) und wird als Non-Profit-Organisation vom Wellington City Council geführt.

## Geschichte
Der Wellington Zoo wurde im Jahr 1906 gegründet und ist damit der älteste in Neuseeland gegründete Zoo. Bis in die späten 1970er und frühen 1980er Jahre waren die meisten Häuser des Wellington Zoos klein, mit Stahlgittern ausgerüstet und mit Betonböden versehen. Damit sollten die Häuser leichter zu reinigen sein und halfen außerdem, die Ausbreitung von Krankheiten zu reduzieren. Mit der Zeit änderten sich die Einstellungen zum Tierschutz und somit auch die Anlagen für die Tiere. Es entstanden größere, hellere und natürlichere Anlagen. Der Zweck des Wellington Zoos hat sich ebenfalls geändert. Was ehemals ein Ort der Unterhaltung war, ist heute ein Ort des Lernens und der Freude an der Tierwelt sowie des Naturschutzes.

## Anlagenkonzept und Tierbestand

### Tierbereiche
Der Wellington Zoo ist in mehrere Abteilungen untergliedert, die die Tiere derart zusammenfassen, wie es ihren natürlichen Lebensräumen in freier Wildbahn entspricht. Einige Beispiele solcher Bereiche sind als Savannah Village (für Steppenbewohner), Wild Theatre (für Raubtiere), Cool Creatures (für Lebewesen kälterer klimatischer Zonen) oder Bush Building (Volieren für Vögel) bezeichnet.

### Green Zoo
Der Wellington Zoo fühlt sich dazu verpflichtet, als „grüner Zoo“ betrachtet zu werden. Dazu werden in erster Linie umweltfreundliche neue Produkte angeschafft, beispielsweise werden waldfreundliche Holz- und Papierprodukte verwendet, die vom Forestry Stewardship Council zugelassen sind. Abfallprodukte werden so viel als möglich eingeschränkt und es werden wiederverwendbare Produkte bevorzugt, die außerdem recycelt oder kompostiert werden können. Es werden ausschließlich energieeffiziente Beleuchtungen und Heizungen verwendet. In großen Wassertanks können bis zu 300.000 Liter Regenwasser gesammelt werden. Besucher werden über Maßnahmen informiert, wie auch im täglichen Gebrauch umweltfreundlich und sparsam mit Wasser vorgegangen werden kann. Eine weitere Maßnahme, um den grünen Zoo zu verdeutlichen, besteht darin, dass Tausende einheimischer Bäume auf dem Zoogelände neu angepflanzt werden.

### Tierkrankenhaus
Unter dem Namen The Nest Te Kōhanga Animal Hospital wurde das Tierkrankenhaus des Wellington Zoos in Betrieb genommen und als Zentrum für erkrankte Zootiere sowie auch für verletzte einheimische Wildtiere eingerichtet. Das hochqualifizierte Veterinärteam verfügt über eine hochmoderne Ausrüstung, die benötigt wird, um erkrankte Tiere erstklassig zu versorgen. Diese preisgekrönte Krankenstation enthält eine Reihe von Behandlungs- und Operationsräumen, Erholungsräumen sowie einen Salzwasserpool. Es kann nahezu jedes Tier behandelt werden. Lediglich für Giraffen stehen wegen ihrer Größe keine Behandlungsmöglichkeiten zur Verfügung. An einem typischen Tag arbeitet das Veterinärteam mit dem Zoopersonal zusammen, um Gesundheitschecks vorzunehmen, Röntgen- und Blutproben zu entnehmen, Medikamente zu verabreichen oder Operationen durchzuführen. Es gibt auch Einrichtungen, um Tiere zu behandeln, die Physiotherapie und Fitnesstraining benötigen. Eine Besonderheit des The Nest TE Kōhanga Animal Hospital besteht darin, dass es den Besuchern möglich ist, die Tierärzte bei der Arbeit zu beobachten und Fragen zu den stattfindenden Untersuchungen oder Operationen zu stellen. Im Jahr 2021 wurden beispielsweise 456 wildlebende, verletzte oder erkrankte heimische Tiere behandelt, von denen 63 % wieder ausgewildert werden konnten.

### Neuseeländische Fauna
In den Anlagen Meet the Locals (Lokale Neuseeländische Fauna) und Neighbours and Australian Animals (Tiere aus der Nachbarschaft) sind heimische Tiere, schwerpunktmäßig Vogelarten, beispielsweise Kiwis (Apteryx), Einfarblaufsittich (Cyanoramphus unicolor), Zwergpinguin (Eudyptula minor), Kaka (Nestor meridionalis), Kea (Nestor notabilis) sowie zeitweise der Kakapo (Strigops habroptila) gezeigt. Großenteils sind die Arten in Neuseeland endemisch.

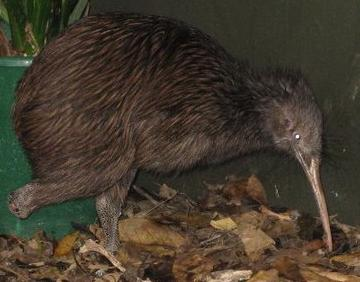
Nordstreifenkiwi (Apteryx mantelli), mit fehlendem rechten Tarsometatarsus
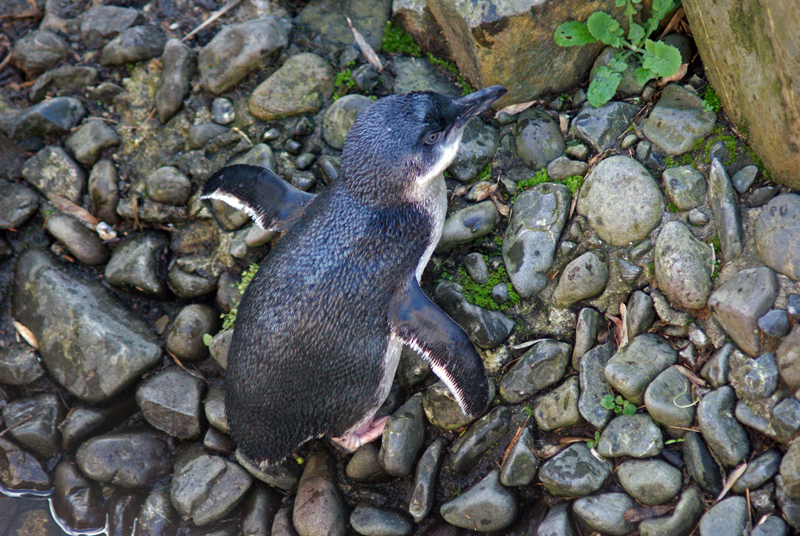
Zwergpinguin
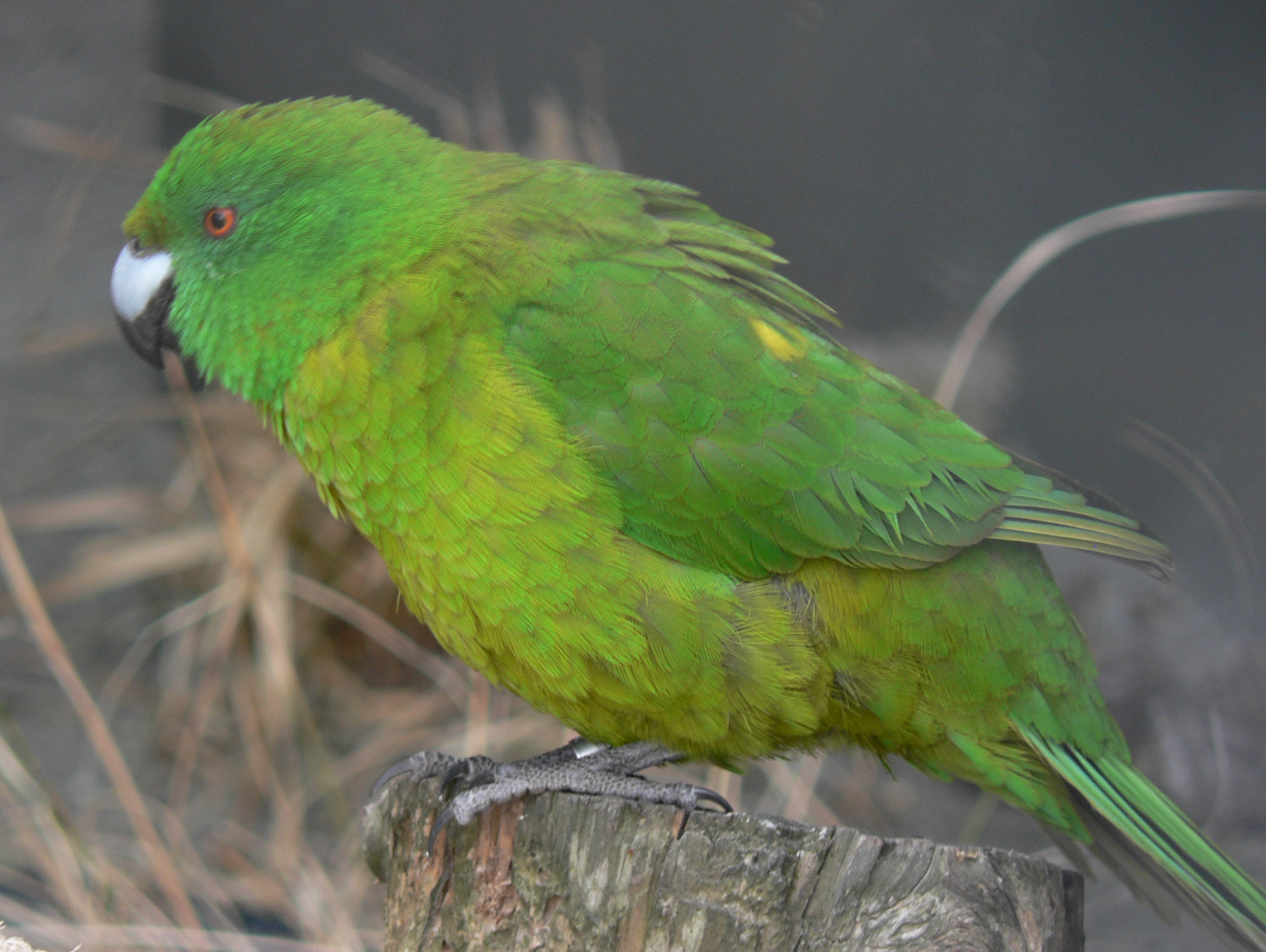
Einfarblaufsittich
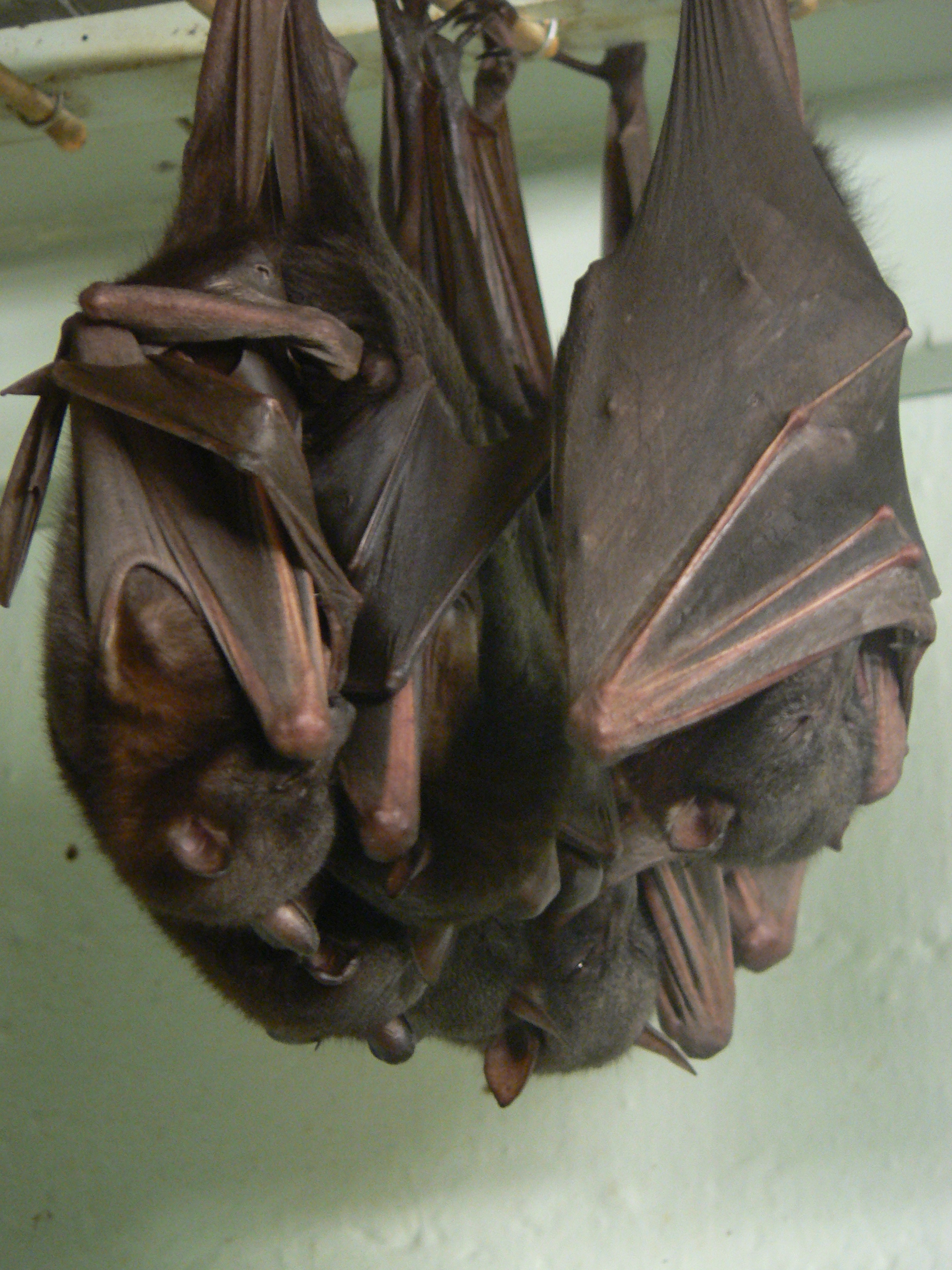
Kleiner Roter Flughund (Pteropus scapulatus)

### Weiterer Tierbestand
Im Wellington Zoo wurde im Jahr 2008 ein Tierbestand von 500 Individuen in ca. 100 Arten angegeben. Gezeigt werden Säugetiere, Reptilien, Amphibien, Fische, Vögel, Insekten und Spinnen, die neben der australisch/neuseeländischen Fauna schwerpunktmäßig aus Asien, Afrika und Südamerika stammen. Aufgrund von Neuanschaffungen, Zuchterfolgen, Austauschprogrammen mit anderen Zoos und Todesfällen verändert sich der Bestand jahrweise. Nachfolgende Bild-Auswahl zeigt Tiere aus dem Bestand des Wellington Zoos:

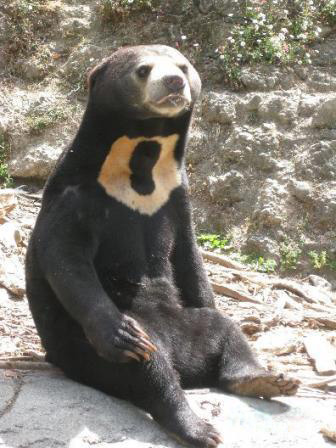
Malaienbär (Helarctos malayanus)
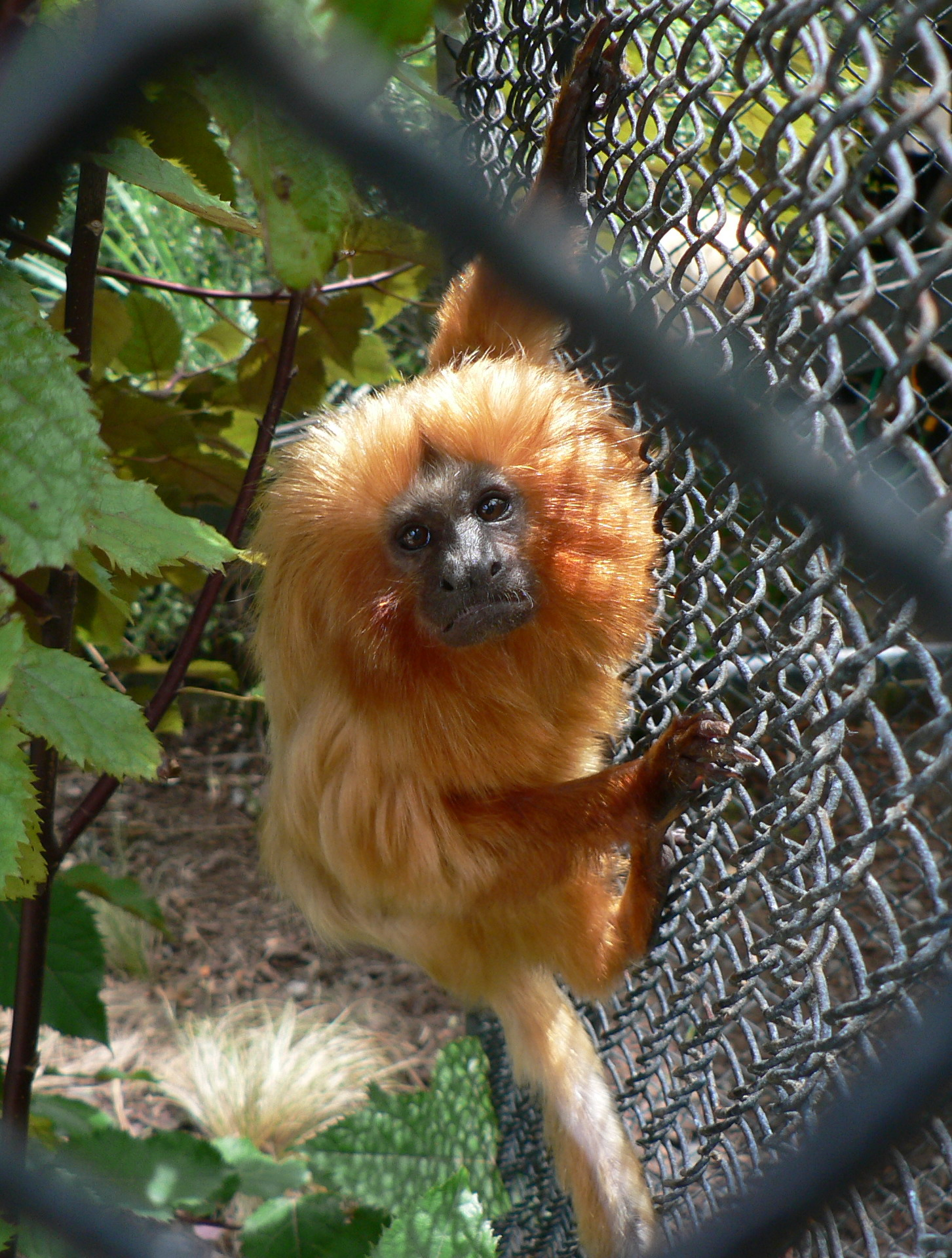
Goldenes Löwenäffchen (Leontopithecus rosalia)
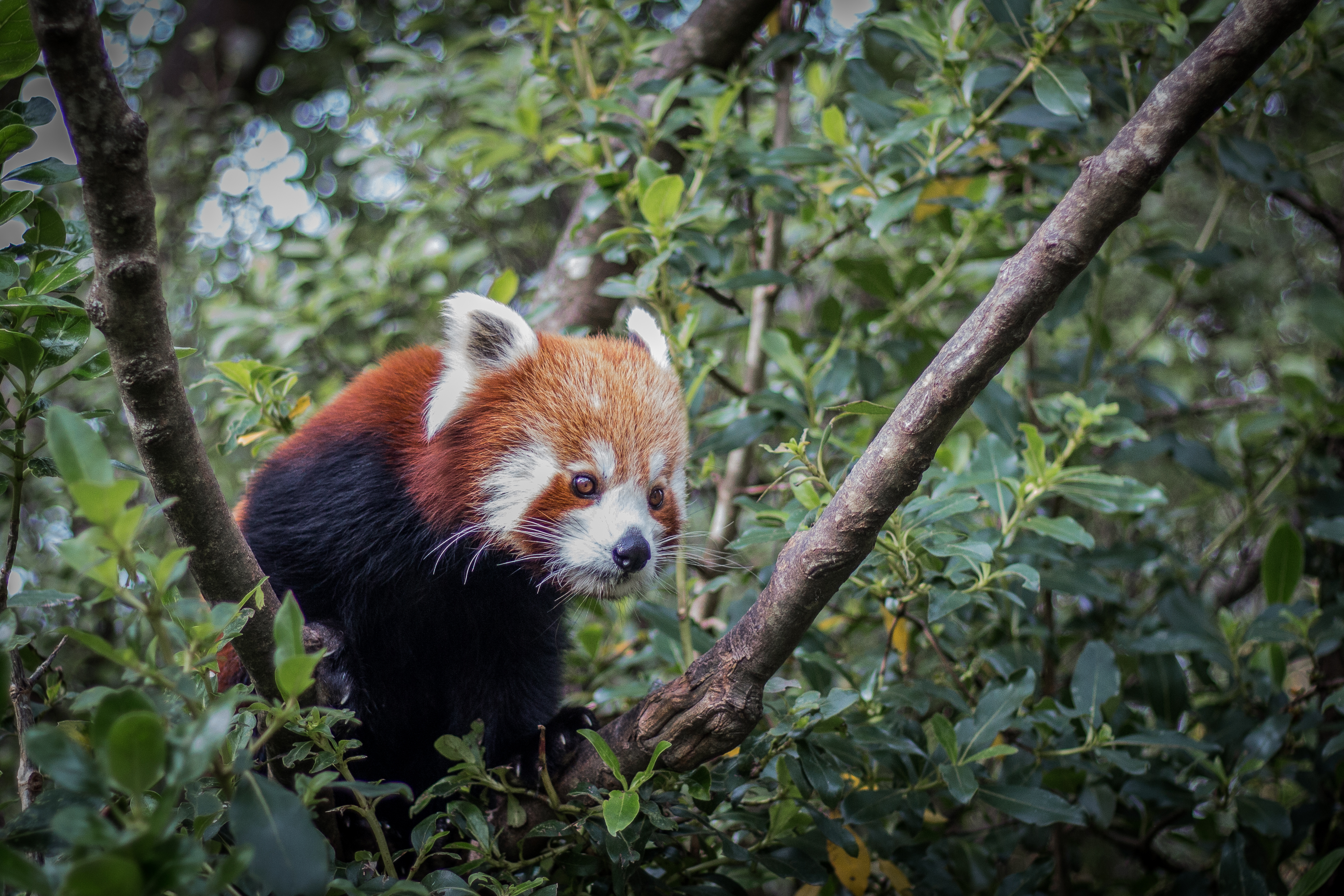
Westlicher Kleiner Panda (Ailurus fulgens)
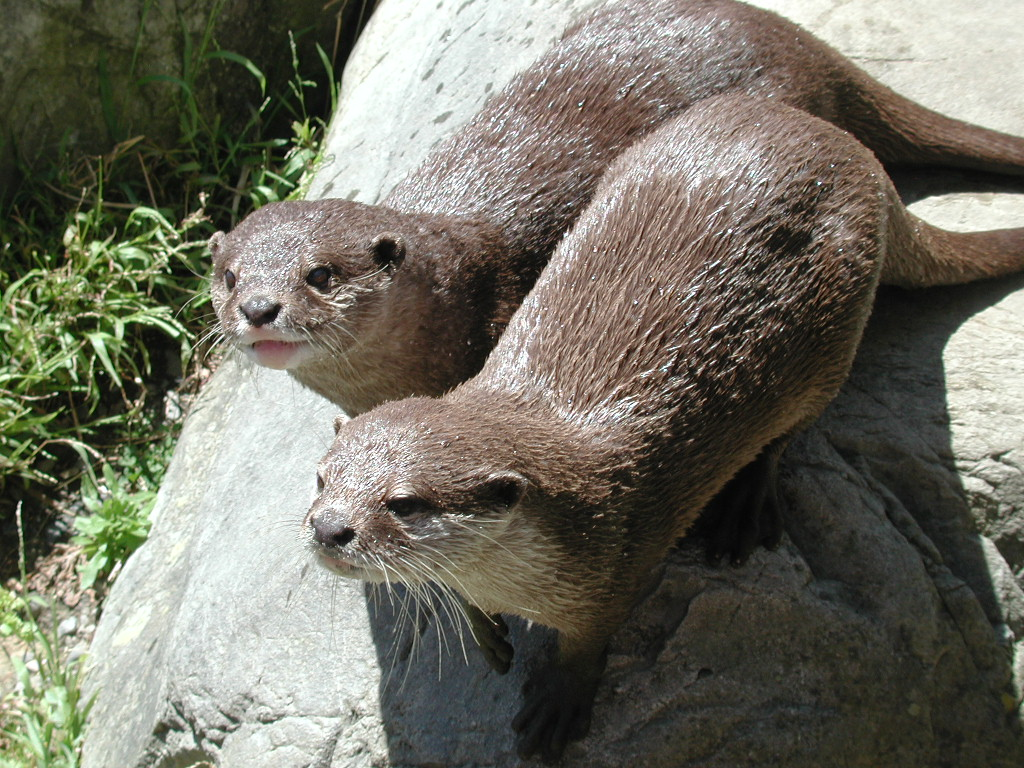
Zwergotter (Aonyx cinerea)
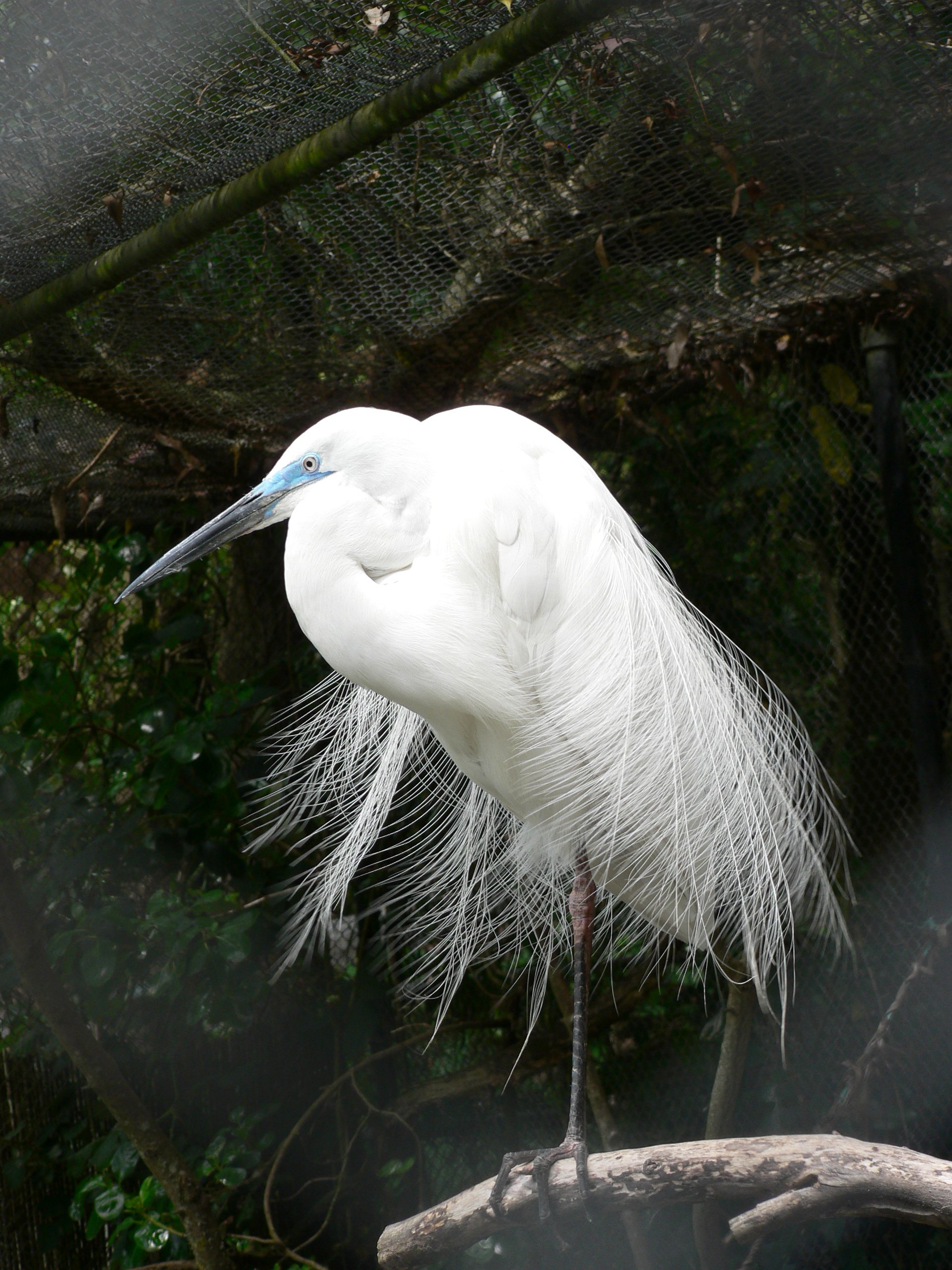
Silberreiher (Ardea alba modesta)
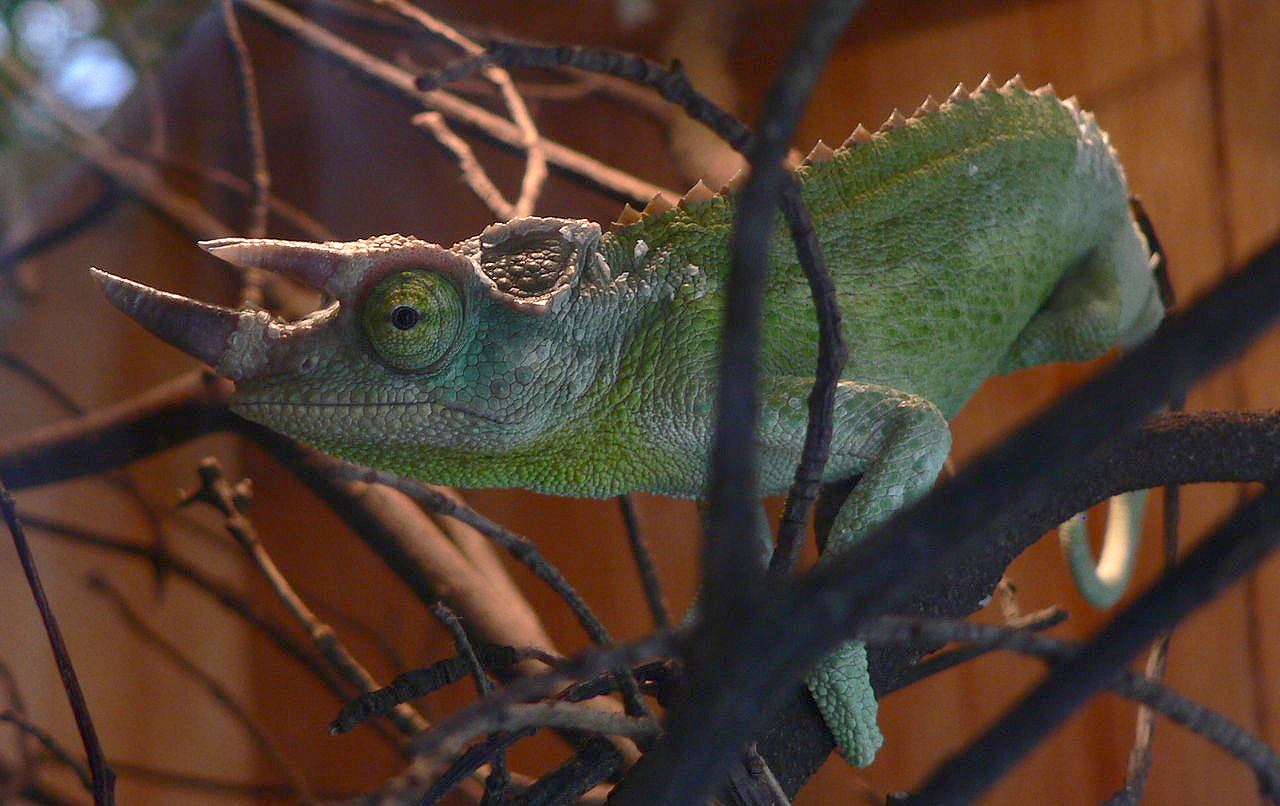
Dreihornchamäleon (Trioceros jacksonii)

## Arterhaltungsprogramme
Der Wellington Zoo beteiligt sich gemeinsam mit anderen Zoos an vielen Arterhaltungsprogrammen weltweit, die teilweise durch Spenden ermöglicht werden. Einen Schwerpunkt stellen dabei Nachzuchten einheimischer Arten dar. Der Aktionsplan für die Jahre 2020 bis 2023 enthält 53 verschiedene Projekte.